# Geradliniger Mechanismus

Roberts-Mechanismus

Sarrus-Mechanismus

Inversor von Peaucellier

Ein geradliniger Mechanismus ist ein Mechanismus, der eine perfekte oder annähernd gerade Linie produziert. Der erste bekannte Mechanismus dieser Art wurde 1784 vom schottischen Erfinder James Watt beschrieben und produzierte eine Annäherung an eine gerade Linie.
Solche Mechanismen werden in vielen Bereichen, wie beispielsweise in Motoren, Fahrzeugaufhängungen, Roverrädern und sogar laufenden Robotern eingesetzt.

## Geschichte
Im späten 18. Jahrhundert, noch vor der Erfindung der Hobelmaschine oder der Fräse, war es extrem schwierig, gerade Linien und flache Ebenen maschinell herzustellen. Während dieser Ära beschäftigte man sich intensiv mit dem Problem, eine geradlinige Bewegung zu ermöglichen, um beispielsweise Flächen maschinell planieren zu können. Um dieses Problem zu lösen, entwickelte James Watt seinen geradlinigen Mechanismus. Dieser erlaubte die Führung von Kolben in frühen Dampfmaschinen. Obwohl dieser Mechanismus keine exakte gerade Linie generieren konnte, wurde dennoch über eine große Distanz eine sehr gute Annäherung erreicht.
Perfekte geradlinige Mechanismen wurden erst im 19. Jahrhundert entwickelt. Allerdings wurden sie dann nicht mehr benötigt, da bereits andere Techniken entwickelt worden waren, die diese Aufgabe übernehmen konnten.

## Liste der Mechanismen

### Ungefähre geradlinige Mechanismen
Diese Mechanismen nutzen häufig ein Gelenkviereck, da es nur wenige Teile benötigt. Diese Gelenkvierecke beschreiben Koppelkurven und haben eine oder mehr Regionen mit einer nahezu perfekten geradlinigen Bewegung. Die Ausnahme in dieser Liste stellt das Watt-Parallelogramm dar, das das Wattgestänge mit einem anderen Gelenkviereck, dem Pantograph, verbindet, um die vorhandene, nahezu geradlinige Bewegung zu verstärken.
Es ist unmöglich, eine perfekte geradlinige Bewegung mit einem Gelenkviereck zu erzeugen, ohne eine prismatische Verbindung zu nutzen.
- Wattgestänge (1784)
- Watt-Parallelogramm (1784)
- Evans’ „Grashüpfer“-Mechanismus (1801)
- Tschebyschow-Mechanismus (1850)
- Tschebyschow-Lambda-Mechanismus (1878), ein Verwandter des Tschebyschow-Mechanismus
- Roberts-Mechanismus
- Pferdekopf-Mechanismus
- Hoecken-Mechanismus (1926) (benötigt ein Gleitgelenk)

### Perfekte geradlinige Mechanismen
Eine perfekte geradlinige Bewegung konnte nicht erreicht werden.
Der Sarrus-Mechanismus (1853) war der erste perfekte geradlinige Mechanismus. Allerdings handelt es sich dabei eher um einen räumlichen Mechanismus als einen planaren. Der erste planare Mechanismus wurde 11 Jahre später, im Jahr 1864, entwickelt.
Momentan nutzen alle geradlinigen Mechanismen, die eine perfekte geradlinige Bewegung erzeugen, die Kreisspiegelung und produzieren dabei einen hypothetischen Kreis mit einem unendlichen Radius, was eine Linie darstellt. Darum werden sie auch „Inversor“ genannt.
- Sarrus-Mechanismus (1853)
- Inversor von Peaucellier (1864)
- Inversor von Hart (1874, 1875)
- Inversor von Perrolatz
- Inversor von Kempe[1] (1875)
- Inversor von Bricard[2]
- Quadruplanar-Inversor (1875)

Das Scott-Russell-Gestänge überträgt geradlinige Bewegungen über 90 Grad, ist aber selbst kein geradliniger Mechanismus. Evans’ Mechanismus, ein ungefähr geradliniger, und der Bricard-Mechanismus, ein exakt geradliniger, zeigen beide Ähnlichkeiten zum Scott-Russell-Gestänge.

## Bildergalerie

### Ungefähre geradlinige Mechanismen

Wattgestänge
Watt-Parallelogramm
Evans „Grashüpfer“ Mechanismus
Roberts-Mechanismus
Tschebyschow-Mechanismus
Tschebyschow-Lambda-Mechanismus
Tschebyschow-Tisch-Mechanismus
Hoecken-Mechanismus

### Perfekte geradlinige Mechanismen

Sarrus-Mechanismus
Sarrus-Mechanismus (Plates Variant)
Inversor von Peaucellier
Inversor von Hart 1
Inversor von Hart 2
Inversor von Bricard
Inversor von Kempe 1
Inversor von Kempe 2
Inversor von Kempe 3
Scott-Russell-Gestänge und Schieber
Scott-Russell-Gestänge und Inversor von Peaucellier
Inversor von Bricard
Quadruplanar-Inversor von Sylvester und Kempe 1
Quadruplanar-Inversor von Sylvester und Kempe 2
Quadruplanar-Inversor von Sylvester und Kempe 3
Inversor von Kumara und Kampling